# مکتب زبان‌شناسی پراگ

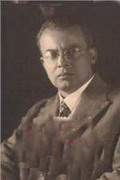
ویلم ماتسیوس (Vilém Mathesius)

مکتب زبان‌شناسی پراگ یکی از مکاتب زبان‌شناسی در قرن بیستم بود. پایه‌گذار اصلی این مکتب، ویلم ماتسیوس است. فعالیت‌های این مکتب به‌طور غیررسمی در سال ۱۹۱۹ آغاز شد و در سال ۱۹۲۸ در همایشی در لاهه هلند، رسماً از سوی پایه‌گذاران معرفی گردید. این حلقه تا سال ۱۹۳۹ فعال بود. پس از آن، اعضای مکتب، فعالیت‌های خود را به صورت انفرادی در نقاط مختلف جهان ادامه دادند.

## تاریخچه
نخستین ریشه‌های مکتب پراگ به آنتون مارتی بازمی‌گردد. مارتی استاد فلسفه در دانشگاه پراگ بود و در زمره پیروان فرانتس برنتانو جای داشت. مارتی زبان‌شناس نبود، اما به عنوان فیلسوف در بحث نهاد و گزاره که در آستانه قرن بیستم دنبال می‌شد، شرکت می‌کرد. مارتی هرگز عملاً دست به تحلیل زبان‌شناختی نزد. تمام آنچه ارائه کرد، استدلال عام فلسفی بود و بحث و جدل فراوانی با نویسندگان معاصرش به ویژه ویلهلم وونت، هیمان اشتاینتال، هرمان پاول، ادموند هوسرل و آلکسیوس ماینونگ داشت. سبکش در نگارش فشرده و موجز بود و این از جذابیت نوشته‌هایش می‌کاست. آرای مارتی دربارهٔ «صورت درونی» در مقام وجه کلام‌بنیاد ارائه معانی را ویلم ماتسیوس برگرفت و آن را بسط و گسترش داد.

## اعضا
- نیکولای تروبتسکوی
- رومن یاکوبسن
- ویلم ماتسیوس
- آندره مارتینه
- لوسی‌ین تنی‌یر